# المذنب الأزرق إس بي تي لايزنير
المذنب الأزرق إس بي تي لايزنير (باليابانية:蒼き流星SPTレイズナー بالإنجليزية:Blue Comet SPT Layzner) هو مسلسل خيال علمي من إنتاج إستديو سن رايز الياباني سنة 1985.

## نبذة عن الأنمي
تتقدم الإنسانية مما يتيح لها السفر عبر الفضاء وبناء قواعد في القمر والمريخ، ثم ترسل بعثه سلام إلى كوكب المريخ
وفجاءه تقوم حرب بين روبتات حيث تقوم بعمليات قتل وتدمير شرسه، قتل الكثير في قاعدة الأمم المتحدة، ومن الناجين ستة أعضاء
من (نادي الثقافة الكونيه) وهم ليزبيث وأرثر وروان وديفيد وآنا وسيمون، أصبحوا عالقين على كوكب أصبح ساحة قتال
ثم يكتشفون ان الروبتات المدمرة ارسلت من قبل نظام Udoria الذي يسعى لغزو المجرة، يخبرهم بهذه المؤمرة شخص اسمه أيجي
أيجي هو بطل المسلسل وهو أجنبي من كوكب آخر قام بالهجوم على أحد سفن العداء وسرقة اقوى سلاح وهو Layzner SPT سوبر الطاقة الامحدودة
وأقوى روبوت في الفضاء، ثم يتم تشكيل فريق لدفاع ويقررون إنقاذ الأرض وتحقيق السلام.

## إصدارات أخرى للعمل

### اوفا
قام المخرج تاكاهاشي باخرج له OVA عام 1986 مكون من 3 حلقات، حاول استديو شروق الشمس إطلاق هذه السلسلة في أمريكا عام 2001 لكن لم يحصل على رخصه.

### ألعاب فيديو
في مجال ألعاب الفيديو تم ضمه للعبة حروب السوبر Super Robot Wars Judgement و Super Robot Wars GC.

## روابط خارجية
- المذنب الأزرق إس بي تي لايزنير على موقع IMDb (الإنجليزية)
- المذنب الأزرق إس بي تي لايزنير على موقع فيلمافينيتي (الإسبانية)
- المذنب الأزرق إس بي تي لايزنير على موقع قاعدة بيانات الفيلم (الإنجليزية)
- المذنب الأزرق إس بي تي لايزنير على موقع ليتربوكسد (الإنجليزية)
- المذنب الأزرق إس بي تي لايزنير على موقع كينوبويسك (الروسية)
- المذنب الأزرق إس بي تي لايزنير على موقع قاعدة بيانات الفيلم (الإنجليزية)
- المذنب الأزرق إس بي تي لايزنير على موقع ANN anime (الإنجليزية)